# Хутерген
Хутерген — упразднённая деревня в Качугском районе Иркутской области России. Входила в состав Белоусовского муниципального образования. Упразднена в 2004 г.

## География
Располагалась на правом берегу реки Тальма (приток реки Куленга), в 6 км к юго-востоку от деревни Тальма.

## История
Основана в 1750 году. По данным на 1926 год деревня Хутэргэн состояла из 20 хозяйств. В административном отношении входила в состав Белоусовского сельсовета Качугского района Иркутского округа Сибирского края.
Постановлением губернатора Иркутской области от 2 декабря 2004 года № 62-оз деревня исключена из учётных данных.

## Население
По данным переписи 1926 года в деревне проживало 109 человек (49 мужчин и 60 женщин), основное население — русские.
По данным переписи 2002 года в деревне отсутствовало постоянное население.